# Біоморфоза

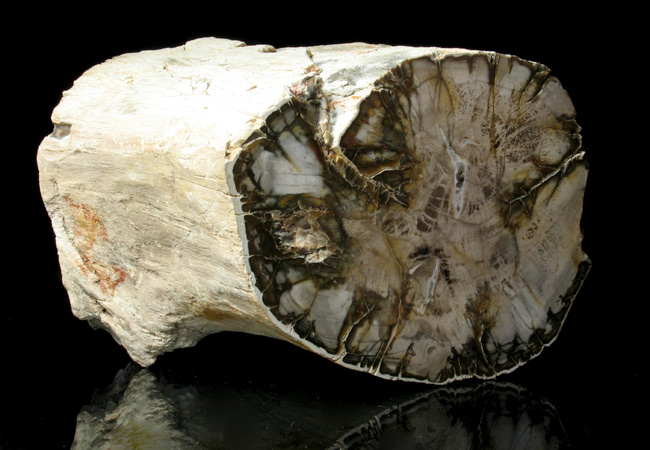
Приклад фітоморфози - окременіння стовбура дерева.

Біоморфо́за (рос. биоморфоза, англ. biomorph, нім. Biomorphose) — псевдоморфоза мінералів та їх агрегатів за органічними тваринними (зооморфоза) і рослинними (фітоморфоза) рештками.
Органічні залишки в осадових породах можуть або заміщатися мінеральною речовиною, або служити центром, навколо якого відбувається концентрація і вибіркове осадження мінералів. Так, поширені піритові і сидеритові біоморфози в юрських відкладеннях, піритизовані раковини молюсків, зокрема амоніти, белемніти і ін. 
Таким чином, у розширеному тлумаченні терміна до боіморфоз слід відносити також мінеральні агрегати в формі конкрецій, що формуються навколо деяких біогенних утворень. Останні створюють навколо себе геохімічне середовище, яке сприяє осадженню мінералів.